# 霍洛德内 (马加丹州)
霍洛德内（羅馬化：Kholodnyy）是俄罗斯马加丹州苏苏曼区的市级镇，临近科雷马公路，面积3.81平方（1.47平方英里）。
该地建于1941年，1962年得市级镇地位。历年人口普查中，该地1979年有人口1411人，1989年人口1826人，2002年人口1344人，2010年人口1062人，2021年人口783人。